# Pernilla Ohrstedt
Elin Pernilla Ohrstedt, född i december 1980 i Stockholm, är en svensk arkitekt baserad i London.

## Uppväxt
Pernilla Ohrstedts föräldrar är båda arkitekter. Hon läste grundkursen på Central Saint Martins College of Art and Design, och fortsatte sina studier på Bartlett School of Architecture.

## Karriär
År 2012 grundade hon Pernilla Ohrstedt Studio i London. Tidningen London Evening Standard inkluderade henne i ES Power 1000 i september 2013.
I samarbete med arkitekten och formgivaren Asif Khan skapade hon Coca-Cola Beatbox, en interaktiv paviljong i Queen Elizabeth Olympic Park 2012. Coca-Cola Beatbox kan spelas som ett musikinstrument. I samarbete med Asif Khan designade hon Future Memory Pavilion för British Council och Royal Academy of Arts 2011 i Singapore. Future Memory var "en struktur med två koner tillverkad huvudsakligen av rep".
Ohrstedt skapade Topshop Showspace 2014, "en inomhuscatwalk täckt av riktigt gräs". Till London Design Festival 2014 skapade hon en monter för MINI Frontiers-utställningen som visade hur förarlösa bilar kommer att visualisera 3D-data och så småningom producera en perfekt digital modell av en hel stad.
Andra kunder och samarbetspartners inkluderar The Architecture Foundation, Storefront for Art and Architecture, Mark Ronson, Canada Pavilion på Venedigs arkitektur biennale, DAKS och Antipodium.
Pernilla Ohrstedt nominerades till årets Emerging Woman Architect av Architects' Journal, en Londontidning som produceras av Metropolis International.